# 昇平署
昇平署，旧址位于北京市西城区南长街南口路西，是清朝中後期朝廷管理宮廷戲曲演出的機構，隶属内务府。

## 历史
昇平署的前身是“南府”，清朝乾隆五年（1740年）在南花园（位于今南长街南口）设南府，命太监在这里排戏，隶属内务府管辖。为了区别于西华门内的内务府，故称“南府”。南府的主要任务是搜罗民间艺人，教习艺人子弟及青年太监，以承应宫廷演出。乾隆十六年（1751年），朝廷征苏州艺人进宫当差，住在景山，称为“外学”，归南府节制。原来的习艺太监则被称为“内学”。内学和外学的人数都超过一千人，所唱的是昆腔、弋腔。道光七年二月（1827年），撤销外学，艺人遣返原籍，十番学被并入中和乐，又增设了档案房，将南府改为昇平署，仍然掌管宫廷演出。其統領為“昇平署總管”，為七品官。由于撤销外学，所以昇平署主要由宮中太監承应演出。咸豐時期，再度招募民間教習和學生進入昇平署，並不時讓宮外藝人進宮演出，部分演出即由昇平署和民間戲班共同承擔。同治二年（1863年）除了留下太监承应演出外，昇平署外籍学生52人全部革除。光绪九年（1883年）改变了过去的办法，昇平署选定外班的京剧演员若干担任“教习”，给银米，不定期召入内廷演出，习称“内廷供奉”。昇平署收藏的剧本、道具、戏衣、剧照、档案等，现保存在北京故宫博物院。
如今中共中央党校北院西南角，尚留有末代昇平署总管狄盛宝墓。狄盛宝生于咸丰十一年（1861年），死于民国八年（1919年）。《清昇平署志略》载，狄盛宝在同治十年（1871年）入内学，扮生角而出名，后来成为内学总管，最后逊清小朝廷升其为昇平署总管，死后追赐正六品顶戴花翎。
清朝宫内演戏的惯例是，先由昇平署缮写进呈皇太后、皇帝的“安殿戏单”，其中列明演出的日期、地点、开戏时间、剧目、主要演员。宫廷大戏是宫廷创作并演出的整本大戏，以昆腔演出，对后世的京剧深有影响。知名宫廷大戏剧目共有二、三十种，其中最重要的五种大戏是：
- 《鼎峙春秋》（《三国演义》）
- 《昇平宝筏》（全部《西游记》）
- 《忠义璇图》（全部《水浒传》）
- 《劝善金科》（目连救母）
- 《昭代箫韶》（杨家将的故事，曾经由慈禧太后命人改编成京剧剧本）[2]；

其他剧目主要还有：
- 《征西异传》（《说唐征西》薛丁山、樊梨花的故事）
- 《封神天榜》（《封神演义》）
- 《楚汉春秋》（刘邦、项羽的故事）
- 《盛世鸿图》（五代末期曹彬下江南的故事）
- 《锋剑春秋》（《后列国志》王翦、孙膑的故事）
- 《兴唐外传》（《说唐》秦琼、罗成的故事）
- 《铁旗阵》（杨七郎、杨八郎平南唐的故事）
- 《阐道除邪》（《混元盒》张天师除五毒的故事）
- 《如意玉册》（《三遂平妖传》）[2]

## 建筑
昇平署旧址位于南长街南口路西。清朝初年，这里是南花园，为宫廷栽培花木盆景之所。后来这里成为南府的所在地，最终成为昇平署。
中华人民共和国时期，昇平署旧址为北京市第六中学和北京市第二十八中学的校舍，后来成为北京市第一六一中学的校舍。旧址大部分房屋已无存，保存较好的只有昇平署戏楼院，建筑面积大约200平方米。戏楼院为一组四合院，院内有坐南朝北的戏楼一座，四合院的北房前出轩，作为观看演出之所。1984年，“昇平署戏楼”被列为北京市文物保护单位。2003年，经北京市文物局和西城区人民政府支持，昇平署戏楼院进行了大修。
位于大宴乐胡同11号的昇平署其他尚存建筑，作为“昇平署”被列为西城区普查登记文物。